# Karauridae
Los karáuridos (Karauridae) son un grupo extinto de anfibios caudados compuesta por tres géneros (Karaurus, Kokartus y Marmorerpeton) cuyos registros fósiles datan desde mediados hasta finales del período Jurásico, en lo que hoy es Kazajistán, Kirguistán e Inglaterra. Karauridae es definido como el grupo hermano del resto de los caudados.